# Тананайко Мирослава Михайлівна
Мирослава Михайлівна Тананайко (15 квітня 1925, Полтава — 16 липня 2024, Київ) — українська хімік-аналітик, педагог, доктор хімічних наук, професор кафедри аналітичної хімії Київського національного університету імені Тараса Шевченка (1952—2000).

## Біографія і наукова діяльність
Народилася у Полтаві. Батько був учителем географії, мати — української мови і літератури. У 16 років після початку Другої світової війни разом з матір'ю виїхала в евакуацію у Казахстан, де закінчила середню школу. Рік після закінчення працювала вихователем у дитячому інтернаті. У 1943 році вступила на перший курс Київського державного університету ім. Т. Г. Шевченка, який у той час знаходився в евакуації у місті Кизилорда (Казахстан).
Перші роки вчилася у важких умовах: світла і опалення у гуртожитку не було, хліба не вистачало і його видавали по картках. Домашні завдання виконували увечері у приміщенні залізничного вокзалу, яке єдине освітлювалось. Опалювалися тим, що могли знайти вночі на вулицях. У 1944 році разом з хімічним факультетом повернулася у Київ з евакуації. У цей час завідувачем кафедри аналітичної хімії був Анатолій Кирилович Бабко, науковий гурток під керівництвом якого відвідувала Мирослава Михайлівна.
У 1948 році закінчила Київський державний університет ім. Т. Г. Шевченка і отримала фах хіміка-аналітика. Протягом 1948-49 років працювала хіміком в Інституті геологічних наук АН УРСР. З 1949 по 1952 роки перебувала в аспірантурі у відділі аналітичної хімії Інституту загальної та неорганічної хімії АН УРСР.
У 1952 році під керівництвом А. К. Бабка захистила кандидатську дисертацію на тему «Дослідження потрійних комплексів у системі іон металу-піридин-саліцилат». У 1967 році захистила докторську дисертацію на тему «Потрійні комплекси у системі іон металу-органічна основа-електронегативний ліганд та їх застосування в аналітичній хімії», ставши однією з перших в Україні жінкою — доктором наук з аналітичної хімії.
Після закінчення університету працювала асистентом кафедри аналітичної хімії Київського державного університету ім. Т. Г. Шевченка (1952—1961 роки), згодом доцентом (1961—1969 роки), а з 1969 по 2000 роки — професором. У 1975—1990 роках — вчений секретар спеціалізованої Ради факультету. У 1983—1989 роках — член спеціалізованої Ради Інституту колоїдної хімії та хімії води АН УРСР. З 2002 року — член Ради старійшин Київського національного університету імені Тараса Шевченка.
Наукова робота Мирослави Михайлівни була пов'язана з дослідженням і практичним застосуванням різнолігандних комплексів та використанням міцелярних систем у фотометричному аналізі. Педагогічна робота включала проведення загальних та спеціальних практикумів, читання лекцій з загального курсу аналітичної хімії та спецкурсів з хроматографічних і оптичних методів аналізу. За роки роботи на кафедрі підготувала 11 кандидатів наук.
Була членом Координаційних рад з аналітичної хімії при АН УРСР та АН СРСР (1979—1990 роки).
Донька — доктор хімічних наук, завідувачка кафедри аналітичної хімії КНУ імені Тараса Шевченка Оксана Тананайко (нар. 1966).
Померла на 100-му році життя 16 липня 2024 року.

## Наукові праці
Мирослава Михайлівна автор понад 180 наукових праць, співавтор 2 монографій. Серед вибраних праць:
1. M. Tananaiko, A. Pylypenko, Application of mixed ligand complexes in analytical chemistry, Talanta, 1974, v.21, N 4, P. 501—511.
2. М. М. Тананайко, Л. И. Горенштейн, Г. А. Тодрадзе, Влияние длинноцепочечных ПАВ на реакции образования разнолигандных комплексов, Журн. анал. химии, 1984, т.39, № 6, С. 1034—1039.
3. М. М. Тананайко, В. В. Сухан, А. Ю. Назаренко, развитие представлений о комплексных соединениях, используемых в аналитической химии, Журн. анал. химии, 1992, т.47, № 1, С. 147—151.

Є співавтором книги «Развитие аналитической химии на Украине» під ред. А. Т. Пилипенка, Киев, Наукова думка, 1982, 368 с. Окрім того вийшла у світ монографія А. Т. Пилипенко, М. М. Тананайко, «Разнолигандные и разнометалльные комплексы и их использование в аналитической химии», М, Химия, 1983, 222с.
У співавторстві з А. Т. Пилипенком та І. В. П'ятницьким Мирослава Михайлівна опублікувала бібліографію А. К. Бабка (А. Т. Пилипенко, И. В. Пятницкий, М. М. Тананайко, Анатолий Кирилович Бабко. Библиографія ученых Украинской ССР, Київ, Наукова думка, 1985, 118 с.).

## Нагорода і відзнаки
За цикл робіт, присвячених обґрунтуванню фізико-хімічних методів захисту об'єктів довкілля та його контролю, разом з А. Т. Пилипенком і В. М. Власенком відзначена премією ім. Л. В. Писаржевського АН УРСР (1984 р).
За свою активну наукову була нагороджена орденом «Знак Пошани» (1984), ювілейними медалями, почесними грамотами Міністерства освіти.